# Dyscyplina (narzędzie)

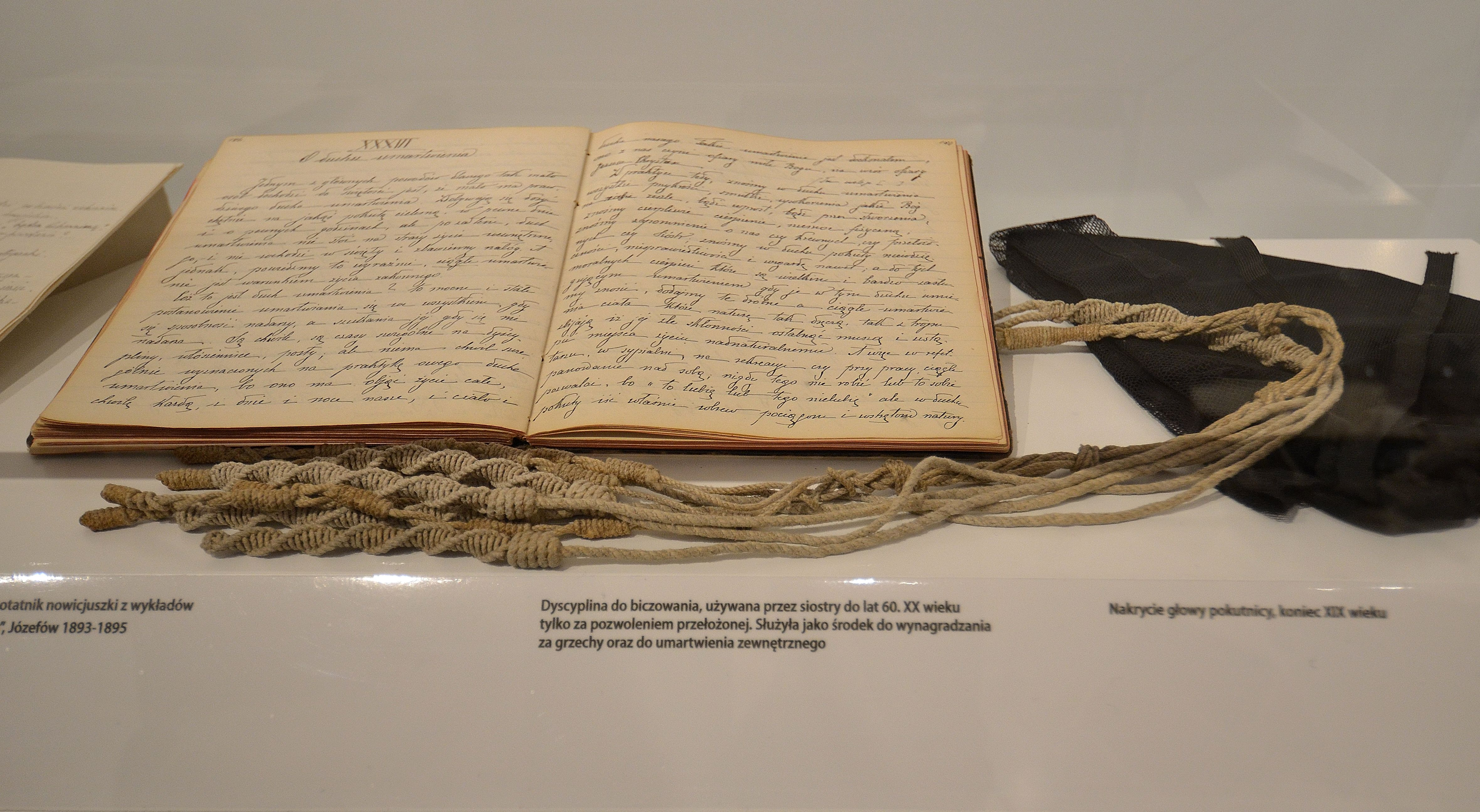
Dyscyplina do biczowania na ekspozycji w Muzeum Zgromadzenia Sióstr Matki Bożej Miłosierdzia przy ul. Żytniej 3/5 w Warszawie

Dyscyplina – narzędzie cielesnego umartwiania i pokuty, a także do wymierzania kary cielesnej w szkołach, najczęściej w postaci rózgi brzozowej oraz dyscypliną wykonaną  z pasków rzemiennych lub deseczki.
Dyscypliną jako biczem o paru rzemieniach lub plecionego sznurka konopnego posługiwano się w celach ascetycznych w zakonach, zwłaszcza podczas modlitwy psalmów (Ps 50 i 129), stosując praktykę biczowania, a także w skrajnych ruchach religijnych biczownicy czy umartwianiu osobistym.

## Przykłady
Dyscypliny używali m.in. Jan Maria Vianney (proboszcz z Ars), siostra Faustyna Kowalska a także papież Jan Paweł II.